# Alkylpyraziny
Alkylpyraziny jsou organické sloučeniny, deriváty pyrazinu s navázanými alkylovými skupinami. Některé alkylpyraziny vyskytující se v přírodě mají velmi nízkou mez detekce pachu a podílí se na chuti a vůni řady potravin, jako jsou kakao, pečivo, káva a vína.
V některých potravinách se také vytvářejí Maillardovými reakcemi.

## Příklady

2-methylpyrazin
2,3-dimethylpyrazin
2,5-dimethylpyrazin
2,3,5,6-tetramethylpyrazin

### 2-methylpyrazin
2-methylpyrazin je těkavá látka v nejvyšších koncentracích obsažená v pražených sezamových semenech.

### 2,3-dimethylpyrazin
2,3-dimethylpyrazin je jednou ze složek vůně pražených sezamových semen.

### 2,5-dimethylpyrazin
2,5-dimethylpyrazin se používá v potravinách jako látka zvýrazňující vůni.
Přirozeně se vyskytuje v chřestu, černém a zeleném čaji, sladu, syrových krevetách, sójových bobech, sýrech a praženém sezamu.

### 2,6-dimethylpyrazin
2,6-dimethylpyrazin se také používá jako potravinářská vůně.
Přirozeně jej obsahují pečené brambory, černý a zelený čaj, slad, chřest, a pražená zrna ječmene.

### 2,3,5,6-tetramethylpyrazin
Tetramethylpyrazin se nachází ve zkvašených kakaových bobech.